# Heterogomphus consanguineus
Heterogomphus consanguineus är en skalbaggsart som beskrevs av Heinrich Bernward Prell 1912. Heterogomphus consanguineus ingår i släktet Heterogomphus och familjen Dynastidae. Inga underarter finns listade i Catalogue of Life.